# CODEX
CODEX, CO-Detection by indEXing（暫譯：索引協同檢測染色法），是一種由Akoya Biosciences公司所開發的高維度多工免疫組織化學染色法。
CODEX利用不同的抗體與DNA條形碼結合而成的複合體作為染色標記物，其DNA條形碼作為索引標籤，是由特殊的雙股寡核苷酸序列所組成，並以迭代的方式依次在不同標籤接上螢光基團，達到與目標細胞高度專一性結合，有较好的多工組織染色成像能力（實際上仍受限於儀器的速度與解析能力，目前約可產生40~50種不同抗體的組織染色影像）。

## 背景
現已知腫瘤的生成、活動與其存在的腫瘤微環境密切相關，因此掌握分子細胞層級的作用機制以及患部細胞在空間上的關聯性可能有助于癌症的治療，例如：建構並了解腫瘤浸潤性淋巴细胞與細胞外基質在空間上的互動關係對於腫瘤異質性的診斷至關重要。
一般用以觀察、研究細胞之間的表現形態之方法為免疫組織化學染色法，但傳統的免疫螢光染色因為自体荧光或非特異性染色等問題，難以使用超過4~5種螢光基團。CODEX能夠更精確地偵測目標細胞，以多工的方式取得多組高品質染色影像。

## 方法
CODEX利用DNA結構利於分子標記的特性，將抗體與DNA條形碼複合而設計出不同的染色標記物，其DNA條形碼作為索引標籤，是由特殊的雙股寡核苷酸序列所組成，並以迭代的方式依序在索引標籤接上螢光基團予以染色成像。

### 步驟
1. 細胞表面抗原(分化簇)與混合著多種抗體的染色標記物起專一性免疫反應而接合。
2. 在每個索引階段，分別添加相對應的核甘酸與螢光基團（英语：Fluorophore），負責索引的核甘酸會與雙股寡核苷酸序列上的索引位點接合，並讓螢光基團（英语：Fluorophore）亦接上。
3. 利用標準的熒光顯微鏡成像，並將螢光基團（英语：Fluorophore）洗掉，準備下一回合的索引。

2~3步驟如此往復，直到完成所有索引，便可得出多維染色影像(每一維都是一種染色的型態)。

## 外部連結
- CODEX官方網站（页面存档备份，存于）